# Журжинці
Жу́ржинці — село Лисянської селищної громади Звенигородського району Черкаської області. Село межує з такими населеними пунктами: на північному сході — село Петрівська Гута, на південному сході — село Почапинці, на північному заході — село Хижинці, на південному заході — селище Лисянка; на півночі — село Щербашинці Київської області.

## Історія
Це найдавніший населений пункт на території Лисянщини. Воно виникло раніше за Лисянку, перші згадки про це поселення, як отчину Баглаїв, відносяться до 1480 року. Тоді село існувало під назвою Джуржинці. Поблизу села знаходиться скіфське городище. Добре захищені заплави річок, непрохідні болота, пагорбиста місцевість стали сприятливими умовами у підтриманні та організації опору місцевого люду і в роки татаро-монгольської навали. Село багате на археологічні знахідки і має сліди давніх укріплень, неподалік села розташовані Змієві вали, які відігравали роль укріплень, неподалік села було знайдено базальтовий молоток (урочище Покрасне), два залізні ножі, залізне вістря списа та інше.
У селі з 1828 до 1834 рік провів свої дитячі роки Петро Іванович Рев'якін, етнограф, один з авторів журналу «Основа». Свої спогади про перебуванні в маєтку села Журжинці Петро Іванович описав у нарисах «Дедовское гнездо» другу та третю частину яких надруковано у петербуржській газеті «Новости» у листопаді–грудні 1875 р.
У 1922 році переселенцями з села Журжинці було засновано село Ясна Поляна Братський район
Миколаївська область
У селі народився заслужений працівник культури України Ревенко Борис Павлович (1937—2015).

## Населення
Згідно з переписом УРСР 1989 року чисельність наявного населення села становила 1060 осіб, з яких 459 чоловіків та 601 жінка.
За переписом населення України 2001 року в селі мешкали 944 особи.

### Мова
Розподіл населення за рідною мовою за даними перепису 2001 року:
| Мова       | Відсоток |
| ---------- | -------- |
| українська | 97,89 %  |
| російська  | 1,69 %   |
| білоруська | 0,21 %   |
| молдовська | 0,11 %   |

## Охорона природи
Поряд із селом знаходиться заповідне урочище «Медова Долина» (площа 48,6297 га). Заповідне урочище створене рішенням Черкаської обласної ради від 28.08.2009 року № 28-8/V «Про території і об'єкти природно-заповідного фонду області».

## Побут
Село газифіковане в 2007, є Будинок культури, загальноосвітня школа І—ІІІ ступенів, дитячий садок, фельдшерсько-акушерський пункт.